# متحف قناة بنما
متحف قناة بنما ((بالإنجليزية:  Panama Canal Museum)‏، (بالإسبانية: Museo del Canal Interoceánico de Panamá)‏) هو متحف عام غير ربحي يقع في مدينة بنما، في دولة بنما، تم إنشاء المتحف في عام 1997، وهو مخصص لتاريخ بناء قناة بنما في مراحلها المختلفة، بما في ذلك محاولة البناء الفرنسية الأولى، والبناء اللاحق من قبل الولايات المتحدة، وانتقال القناة إلى السيطرة البنمية. يعود المبنى الحالي إلى عام 1874، وكان في الأصل بمثابة المقر الرئيسي لكل من الشركات الفرنسية والأمريكية العاملة في بناء القناة. ويقع في الحي القديم بالمدينة.

## روابط خارجية
- "Museo del Canal de Panamá" (بالإسبانية). Archived from the original on 2020-04-06.
- "Sánchez Laws, Ana Luisa. Panamanian Museums and Historical Memory. Vol. 6. Berghahn Books, 2011". مؤرشف من الأصل في 2016-03-04.